# Carl Ewen
Carl Ewen (* 23. Februar 1931 in Leer/Ostfriesland; † 4. August 2022) war ein deutscher Politiker (SPD). Er war zuvor Lehrer. Von 1972 bis 1994 war er Mitglied des Deutschen Bundestages, 1980 bis 1987 Parlamentarischer Geschäftsführer der SPD-Bundestagsfraktion.

## Leben und Beruf
Nach dem Besuch verschiedener Gymnasium  und dem Abitur in Emden 1950 absolvierte Ewen nach einjährigem Erziehungspraktikum ein Studium an der Pädagogischen Hochschule Göttingen und arbeitete anschließend nach den 1953 und 1955 absolvierten Lehrerprüfungen von 1953 bis 1959 als Lehrer in Wirdum. 1959 übernahm er die Leitung der Schule in Visquard und war schließlich von 1966 bis 1972 Rektor der Volksschule in Jennelt.
Carl Ewen lebte in Krummhörn, war verheiratet und Vater von vier Kindern.

## Partei
Ewen trat 1959 in die SPD ein und war von 1965 bis 1979 Vorsitzender des SPD-Unterbezirks Norden bzw. von 1979 bis 1987 des Unterbezirks Aurich. Von 1970 bis 1987 gehörte er außerdem dem Vorstand des SPD-Bezirks Weser-Ems an.

## Abgeordneter
Ewen gehörte von 1961 bis 1977 dem Kreistag des Landkreises Norden und nach dessen Eingliederung in den Landkreis Aurich von 1977 bis 1987 dem Kreistag des Landkreises Aurich an.
Von 1972 bis 1994 war er Mitglied des Deutschen Bundestages und dort von 1980 bis 1987 Parlamentarischer Geschäftsführer der SPD-Bundestagsfraktion. Zuletzt war er von 1991 bis 1994 Vorsitzender der Fraktionsarbeitsgruppe Fremdenverkehr.
Carl Ewen ist 1972 und 1976 als direkt gewählter Abgeordneter des Wahlkreises Emden – Leer und danach stets als direkt gewählter Abgeordneter des Wahlkreises Aurich-Emden in den Bundestag eingezogen.

## Öffentliche Ämter
Von 1961 bis 1972 war Ewen Bürgermeister der Gemeinde Visquard. Er war von 1964 bis 1972 Landrat des Landkreises Norden und von 1988 bis 2002 Präsident der Ostfriesischen Landschaft.

## Ehrungen
- 1973: Verdienstkreuz am Bande der Bundesrepublik Deutschland[2]
- 1983: Verdienstkreuz 1. Klasse der Bundesrepublik Deutschland
- 1988: Großes Verdienstkreuz der Bundesrepublik Deutschland